# Centrum Krystal
Centrum Krystal (dříve Hotel Krystal) je víceúčelová stavba v Praze 6-Veleslavíně v ulici José Martího. Vlastní ji Univerzita Karlova. Sídlí zde univerzitní knihovna a je využívána také jako hotel.

## Historie
Budova byla postavena v letech 1985–1991 podle plánů architektů Pavla Štěcha a Zdeňka Volmanna z Vojenského projektového ústavu. Měla být využita jako internát pro studenty nedaleké bývalé Vysoké školy politické, takzvané „Vokovické Sorbonny“.

### Po roce 1989
V roce 1989 zůstala budova rozestavěná. O dva roky později převzala areál Vysoká škola ekonomická, výstavbu dokončila a otevřela v něm Centrum doktorandských a manažerských studií. Poté byla budova svěřena ke společnému užívání třem vysokým školám – Vysoké škole ekonomické, Vysoké škole chemicko-technologické a Univerzitě Karlově. Objekt však začal chátrat z důvodu nejednotného přístupu k investicím.
V roce 2015 se výhradním vlastníkem stala Univerzita Karlova, která započala s rekonstrukcí (2015–2019). Areál nyní slouží Univerzitě jako ubytovací, konferenční a výukové zařízení.
Objekt využívá Ústav jazykové a odborné přípravy Univerzity Karlovy, který zde provozuje školicí centrum pro zahraniční studenty. V jednom z pater sídlí Centrum pro otázky životního prostředí. Další prostory slouží jako startovací byty pro mladé akademiky a lektorské zázemí. Je zde také depozitář Univerzitní knihovny. Ten je vybaven pokročilým dusíkovým hasicím systémem, který chrání vzácné knihy před poškozením vodou.

## Popis
Železobetonový skelet stavby provedený technologií „konstruktiva“ umožnil vytvořit prostorné interiéry bez výrazného členění. Architektonicky ucelená budova má symetrickou fasádu a přehledné dispoziční řešení. Celkové náklady na výstavbu dosáhly přibližně 270 milionů československých korun.
V budově se nachází 44 učeben, přes 180 pokojů hotelového typu a 130 garážových stání.